# Iveco Group
Die Iveco Group N.V. ist ein börsennotierter Fahrzeughersteller, der in den Bereichen Nutz- und Spezialfahrzeuge, Antriebsstränge und zugehörige Finanzdienstleistungen tätig ist. Der Verwaltungssitz befindet sich in Turin in Italien, der Rechtssitz in Amsterdam in den Niederlanden.

## Geschichte

### Gründung und Börsennotierung
Die Iveco Group wurde am 1. Januar 2022 nach einer Abspaltung von CNH Industrial gegründet. Die Gruppe ist der letzte Schritt eines Prozesses, der 1975 mit der Gründung von IVECO (Industrial Vehicles Corporation) durch die Fusion von fünf Lkw-Marken begann: Fiat Veicoli Industriali, Officine Meccaniche und Lancia Veicoli Speciali aus Italien, Unic aus Frankreich und Magirus-Deutz aus Deutschland. Das Unternehmen wurde in der Folge an die Börse gebracht und notierte seither im Leitindex FTSE MIB der Borsa Italiana; bedeutendste Aktionärin mit De-facto-Kontrolle blieb Exor, die börsennotierte Holding der Agnelli-Familie, der historischen Aktionärin des Fiat-Konzerns.

### Verkäufe und Einstieg von Tata
Im Januar 2025 übernahm der Finanzinvestor Mutares den Feuerwehrfahrzeughersteller Magirus GmbH von der Iveco Group.
Ende Juli 2025 wurde bekanntgegeben, dass die indische Tata-Gruppe plant, die Iveco Group für 3,8 Milliarden Euro zu übernehmen. Tata wird ein öffentliches Übernahmeangebot an alle Aktionäre richten, mit der Absicht, die Iveco Group vollständig zu erwerben und von der Börse zu nehmen; die Hauptaktionärin Exor verpflichtete sich, ihre Beteiligung von zuletzt 27 % im Rahmen dieses Angebots zu verkaufen. Am gleichen Tag wurde in einer separaten Transaktion der Militärbereich, Iveco Defence Vehicles (IDV), für 1,7 Milliarden Euro an den italienischen Rüstungskonzern Leonardo verkauft.

## Marken
Die Iveco Group ist mit sieben Marken in den Bereichen Nutz- und Spezialfahrzeuge, Antriebsstränge und damit verbundene Finanzdienstleistungen tätig.
- Astra: großformatige, schwere Steinbruch- und Baufahrzeuge[8]
- FPT Industrial: Antriebstechnologien für Straßen- und Geländefahrzeuge sowie für Marine- und Energieerzeugungsanwendungen[9]
- Heuliez: Busse für den Personentransport[10]
- Iveco: schwere, mittlere und leichte Nutzfahrzeuge[11]
- Iveco Bus: Stadt- und Überlandbusse, Reisebusse und Kleinbusse[12]
- Iveco Capital: Finanzdienstleistungen[13]

## Industriestandorte und globale Präsenz
Iveco Group besitzt 20 Industriestandorte: 16 in Europa, 2 in Südamerika und 2 im Rest der Welt. Forschung und Entwicklung werden in 31 Zentren durchgeführt: 24 in Europa, 1 in Nordamerika, 4 in Südamerika und 2 im Rest der Welt.

## Projekte und Partnerschaften

### Hyundai Motor Company
Im März 2022 unterzeichnete Iveco Group ein Memorandum of Understanding mit Hyundai Motor Company, um bei leichten Elektro-Nutzfahrzeugen für den europäischen Markt zusammenzuarbeiten. Im selben Jahr präsentierten Iveco Group und Hyundai Motor Company den ersten großen Brennstoffzellen-Transporter auf der IAA 2022 in Hannover und 2023 einen neuen Wasserstoff-Stadtbus auf der Busworld-Messe in Brüssel.

### Nikola Iveco Europe
Im Juni 2023 gab Iveco Group die vollständige Übernahme von Nikola Iveco Europe bekannt, das nun unter dem Namen EVCO GmbH operiert und schwere Elektro- und Brennstoffzellen-Lkw produziert.